# DKD-VII
DKD-VII (DKD-VIII) – projekt polskiego samolotu sportowego w układzie zastrzałowego górnopłatu z przełomu lat 20. i 30. XX wieku, autorstwa Stanisława Działowskiego. Samolot był rozwinięciem poprzedniej konstrukcji braci Działowskich – DKD-V. W 1930 roku rozpoczęto budowę prototypu DKD-VIII, jednak z powodu wykrytych wad konstrukcyjnych i w związku z zainteresowaniem konstruktora modelem DKD-X projekt został zarzucony.

## Historia i użycie

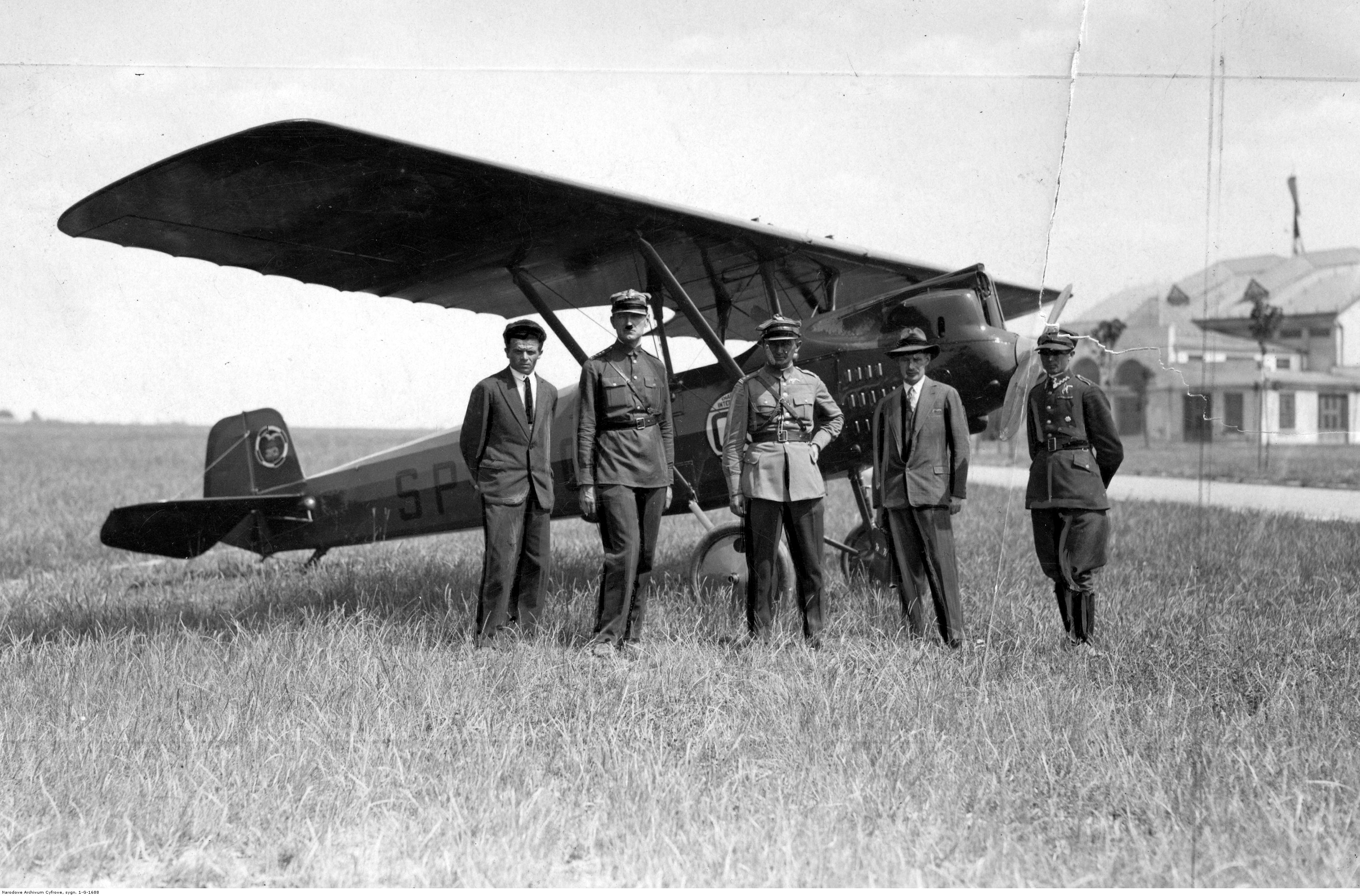
Protoplasta samolotu DKD-VII (DKD-VIII) – DKD-V

W 1929 roku konstruktor lotniczy Stanisław Działowski stworzył projekt samolotu sportowego, będącego rozwinięciem poprzedniej konstrukcji – DKD-V. Trzymiejscowa maszyna w koncepcji górnopłatu miała spełniać w aeroklubach rolę samolotu szkolnego i turystycznego. Przewidywano dwie wersje różniące się napędem: DKD-VII, z silnikiem gwiazdowym Siemens-Halske Sh-4 o mocy 40 kW (55 KM) i DKD-VIII, który miał napędzać silnik gwiazdowy Armstrong Siddeley Genet o mocy 59 kW (80 KM).
W 1930 roku, po otrzymaniu ze strony przedstawicieli Ligi Obrony Powietrznej i Przeciwgazowej (LOPP) obietnicy wypożyczenia silnika Armstrong Siddeley Genet, rozpoczęto budowę prototypu DKD-VIII. Projekt samolotu został jednak negatywnie oceniony przez Instytut Aerodynamiczny Politechniki Warszawskiej oraz Instytut Techniczny Badań Lotnictwa (ITBL) w Warszawie, co spowodowało wstrzymanie poparcia budowy konstrukcji przez LOPP. Brak zasobów finansowych i zainteresowanie Stanisława Działowskiego koncepcją „aeromobilu” (DKD-X) spowodował przerwanie prac nad DKD-VIII.

## Opis konstrukcji i dane techniczne
DKD-VII (DKD-VIII) miał być jednosilnikowym, trzymiejscowym górnopłatem typu parasol o konstrukcji mieszanej. Kadłub tworzyła kratownica wykonana z rur duralowych połączonych stalowymi kolankami, ukształtowana drewnianymi listwami i pokryta płótnem. Kabiny otwarte, w układzie tandem, z podwójnymi sterownicami (przyrządy pokładowe znajdowały się jedynie w pierwszej kabinie, lecz były widoczne z dwóch tylnych siedzeń). Za ognioodporną przegrodą za silnikiem przewidziano miejsce na duży bagażnik, które można było wykorzystać na czwartą kabinę. Podwozie główne stałe, trójgoleniowe.
Płat o obrysie trapezowym, dwudźwigarowy, trójdzielny, konstrukcji drewnianej, kryty płótnem, podparty dwiema parami zastrzałów wykonanych z rur duralowych. Profil płata STAé 72A, a współczynnik kształtu miał mieć wartość 7. Rozpiętość skrzydeł miała wynosić 11 metrów, a powierzchnia nośna 20 m². Konstrukcja skrzydeł miała umożliwiać ich składanie do tyłu. Długość samolotu miała wynosić 7,3 metra, a wysokość 2,35 metra. Masa własna płatowca miała wynosić 380 kg, masa użyteczna 420 kg, zaś masa całkowita (startowa) maksymalnie 800 kg. Obciążenie powierzchni miało wynosić 40 kg/m².
Napęd DKD-VII miał stanowić chłodzony powietrzem, 5-cylindrowy silnik gwiazdowy Siemens-Halske Sh-4 o mocy 40 kW (55 KM), natomiast DKD-VIII miał otrzymać zbudowany w tym samym układzie silnik Armstrong Siddeley Genet o mocy 59 kW (80 KM). Silnik miał napędzać stałe, drewniane, dwułopatowe śmigło ciągnące. Obciążenie mocy miało wynosić od 14,5 kg/KM w przypadku silnika Sh-4 i 10 kg/KM z silnikiem Genet. Zbiornik paliwa miał znajdować się w środkowej części płata. Prędkość maksymalna miała wynosić 155 km/h, prędkość przelotowa 135 km/h, zaś prędkość minimalna 60 km/h. Maszyna miała osiągać pułap 3600 metrów z prędkością wznoszenia wynoszącą 3 m/s. Zasięg samolotu miał wynosić 640 km.